# 19-es busz (Székesfehérvár)
A székesfehérvári 19-es jelzésű autóbusz a Szedreskerti lakónegyed és a Videoton között közlekedett munkanapokon. 2009. augusztus 17-től nyári időszámítás szerint munkanapokon 4 pár, téli időszámítás szerint munkanapokon 2 pár járat a Köztemetőig közlekedett. A járatot az Alba Volán üzemeltette.

## Története
A 19 buszt elsősorban műszakváltások alkalmával közlekedett. Az 1980-as években az M19 jelzésű autóbusszal együtt vonalcsaládba tartozott. 2009. augusztus 17-től egyes járatok már a Köztemetőig közlekedtek. 2012. március 15-én szüntették meg a 16A-ás, a 29-es és a 39-es vonalakkal egyetemben.

## Útvonala
| Videoton/ Köztemető felé | Szedreskerti lakónegyed felé |
| --- | --- |
| Szedreskerti lakónegyed vá. – Liget sor – Mészöly Géza utca – Szabadságharcos út – Mátyás király körút – Szekfű Gyula utca – Berényi út – Videoton vá. (– Béla utca – Köztemető vá.) | (Köztemető vá. – Béla utca –) Videoton vá. – Berényi út – Szekfű Gyula utca – Mátyás király körút – Szabadságharcos út – Mészöly Géza utca – Liget sor – Szedreskerti lakónegyed vá. |

## Megállóhelyei
| 19 (Szedreskerti ln. – Videoton – Köztemető) |          |                                     |          |          |                                              |
| Perc (↓)                                     | Perc (↓) | Megállóhely                         | Perc (↑) | Perc (↑) | Átszállási kapcsolatok a járat megszűnésekor |
| 0                                            | 0        | Szedreskerti ln.                    | 14       | 16       | 10, 11, 12, 13, 14, 16, 16A                  |
| 1                                            | 1        | Ligetsor                            | 13       | 15       | 10, 11, 12, 13, 14, 16, 16A                  |
| 3                                            | 3        | Uszoda                              | 11       | 13       | 10, 11, 12, 13, 14, 16, 16A                  |
| 4                                            | 4        | Ybl Miklós lakótelep                | 10       | 12       | 16, 16A, 17, 26, 26A, 26G, 27, 38            |
| 6                                            | 6        | II. Rákóczi Ferenc Általános Iskola | 8        | 10       | 26, 26A, 26G, 27, 38                         |
| 8                                            | 8        | Királykút lakónegyed                | 6        | 8        | 26, 26A, 26G, 27, 32, 38                     |
| 9                                            | 9        | Olaj utca                           | 5        | 7        | 26, 26A, 27, 32, 38                          |
| 10                                           | 10       | Vértanú utca                        | 4        | 6        | 26, 26A, 26G, 27, 32, 38                     |
| 11                                           | 11       | Álmos vezér utca                    | 3        | 5        | 26, 26A, 26G, 27, 32, 38                     |
| 13                                           | 13       | Pozsonyi út                         | 1        | 3        | 23, 26, 26A, 26G, M26, 32                    |
| 14                                           | 14       | Videoton                            | 0        | 2        | 23, 23E, 26, 26A, 26G, M26, 31, 31E, 32      |
| 16                                           | -        | Köztemető                           | -        | 0        | 26, 31                                       |